# 北郷村 (福井県)
北郷村（きたごうむら）は福井県大野郡にあった村。現在の勝山市北郷町各町にあたる。

## 地理
- 山岳：鷲ヶ岳、水無山
- 河川：九頭竜川、岩屋川

## 歴史
- 1889年（明治22年）4月1日 - 町村制の施行により、西妙金島村、檜曽谷村、志比原村、森川村、東野村、坂東島村、伊知地村及び岩屋村の区域をもって、北郷村が発足する。
- 1954年（昭和29年）9月1日 - 勝山町、荒土村、村岡村、北郷村、北谷村、鹿谷村、遅羽村、平泉寺村及び野向村が合併して、勝山市が発足する。